# Nan'an, Chongqing
Nan'an är ett inre stadsdistrikt i storstadsområdet Chongqing i sydvästra Kina.
Under andra kinesisk-japanska kriget, då Chongqing var tillfällig huvudstad i Kina, hade en rad viktiga politiska personer sina residens i Nan'an. Bland annat Chiang Kai-shek, Soong May-ling, Lin Sen, Dai Li, George C. Marshall och Chen Lifu. Även kulturella personligheter som Mao Dun, Hu Shi, Guo Moruo och Ba Jin bodde i området.

## Administrativ indelning
Distriktet är indelat i åtta stadsdelsdistrikt och sju köpingar.
Stadsdelsdistrikt (jiedao):

- Danzishi (弹子石街道)
- Haitangxi (海棠溪街道)
- Huayuanlu (花园路街道)
- Longmenhao (龙门浩街道)
- Nanping (南坪街道) [a]
- Nanshan (南山街道)
- Tianwen (天文街道)
- Tongyuanju (铜元局街道)

Köpingar (zhen):

- Changshengqiao (长生桥镇)
- Guangyang (广阳镇)
- Jiguanshi (鸡冠石镇)
- Nanping (南坪镇) [a]
- Tushan (涂山镇)
- Xiakou (峡口镇)
- Yinglong (迎龙镇)

1. 1 2  Nanping kan avse såväl ett stadsdelsdistrikt som en köping i Nan'an.